# Domenico Postpischl
Domenico Postpischl (Venezia, 13 dicembre 1905 – Milano, 1980) è stato uno scacchista italiano.

## Carriera scacchistica
Maestro ASIGC, è passato alla storia degli scacchi per corrispondenza per avere vinto, nel 1951, il 3º Campionato italiano di scacchi per corrispondenza (1949/51).
A tavolino, pur essendo un buon giocatore (partecipò a diversi Campionati italiani), non conseguì mai il titolo di Maestro FSI.
Una sua partita giocata nel 13º Campionato italiano (vinto da Giorgio Porreca):
- Enrico Paoli - Domenico Postpischl, Sorrento 1950  – Caro-Kann, attacco Panov (1/2)